# Il finto pazzo per amore
Il finto pazzo per amore és una òpera en dos actes composta per Antonio Sacchini. S'estrenà al Teatro Valle de Roma el carnaval de 1768.
A Catalunya, s'estrenà el 1771 al Teatre de la Santa Creu de Barcelona.